# ASJ Soyaux
Az Association Sportive Jeunesse de Soyaux-Charente (röviden ASJ Soyaux) egy volt francia női labdarúgó egyesület, melyet 1968-ban hoztak létre. Hazai mérkőzéseinek az angoulême-i Stade Camille-Lebon adott otthont.

## Klubtörténet
A soyaux-i Ifjúsági Sportegyesület 1968-ban a francia női labdarúgás egyik legrégebbi klubjaként alakult. 1975-ben alapító tagja volt az újonnan létrejött országos bajnokságnak és a 2010-es szezon végéig 35 szezont húzott le az élvonalban, emellett 1984-ben bajnoki címet szerzett. A 2022–23-as szezon utolsó helyezése után az évek óta tartó pénzügyi nehézségek miatt 2023. júliusában csődöt jelentett.

## Korábbi híres játékosok
| - Mickaëla Bottega - Alice Benoît - Viviane Boudaud - Kimberley Cazeau - Anaïs M'Bassidje - Laetitia Philippe - Chloé Pimbert - Sydney Blomquist - Paige Culver - Chelsea Surpris - Mireille Tchengang - Latifah Abdu - Paige Culver - Jang Suhui - Rachel Avant - Nina Stapelfeldt - Lova Lundin |